# A Dark Horse (film 1922)
A Dark Horse è un cortometraggio muto del 1922 scritto, sceneggiato e diretto da Jess Robbins.

## Produzione
Il film fu prodotto dalla Century Film.

## Distribuzione
Distribuito dall'Universal Film Manufacturing Company, il film - un cortometraggio in due bobine - uscì nelle sale cinematografiche statunitensi il 12 aprile 1922.